# Michael O’Leary (Geschäftsmann)

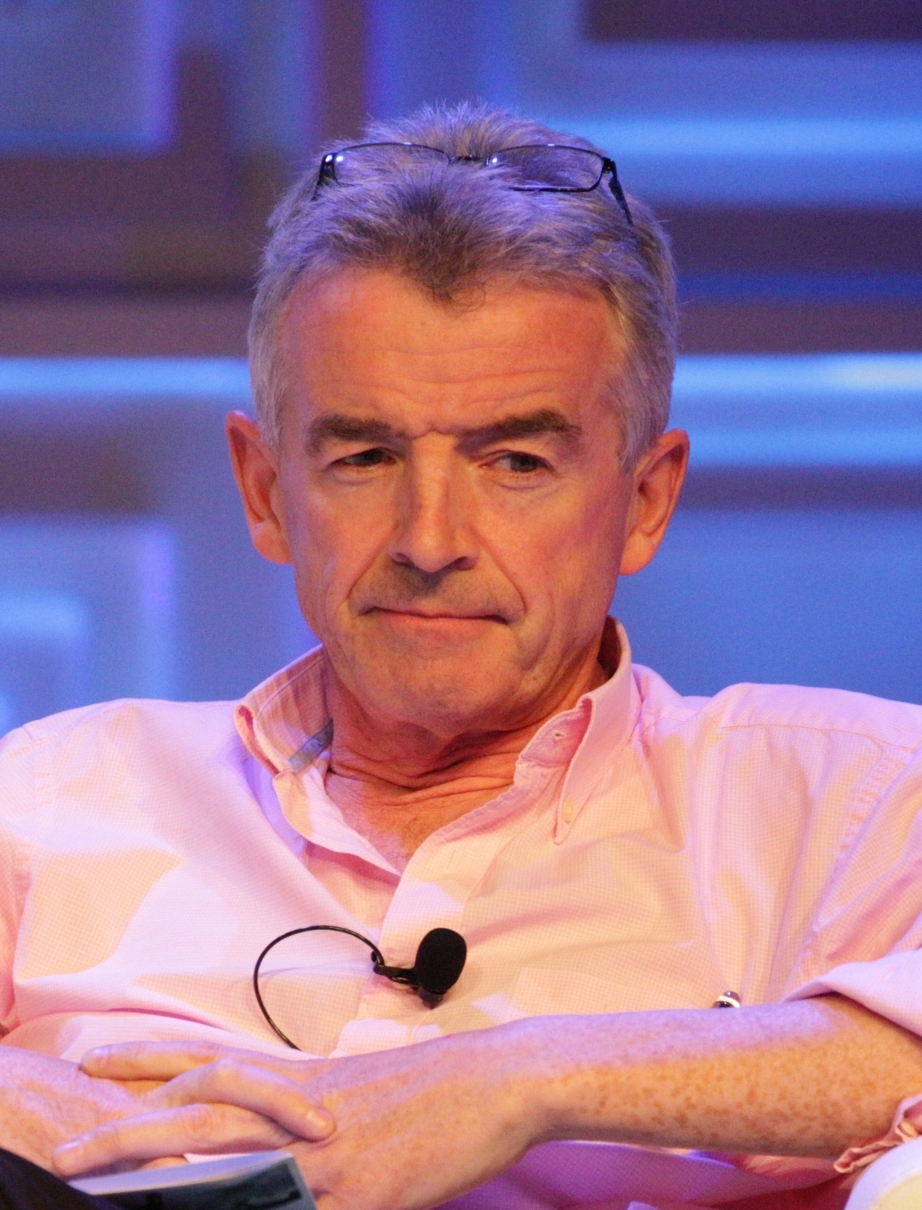
Michael O’Leary (2015)

Michael Kevin O’Leary (* 20. März 1961 in Mullingar) ist ein irischer Geschäftsmann und seit 1993 Vorsitzender der Billigfluggesellschaft Ryanair. Unter seiner Führung ist Ryanair von einer defizitären Regionalfluggesellschaft zu Europas größter Billigfluggesellschaft und der zweitgrößten europäischen Fluggesellschaft nach Zahl der Passagiere gewachsen. O’Leary erlangte durch seine extravaganten Auftritte allgemeine Bekanntheit.

## Leben
Michael O’Leary wurde als Sohn eines irischen Bauernpaares geboren. Er freundete sich schon früh mit Cathal und Declan Ryan an, beides Söhne von Tony Ryan, einem Teilhaber der in den 1980er Jahren mächtigen Leasinggesellschaft Guinness Peat Aviation (GPA). Als Tony Ryan 1985 die Ryanair gründete, war O’Leary noch nicht dabei.
1988 wurde O’Leary aufgrund seiner Kenntnisse im Rechnungswesen als persönlicher Berater von Tony Ryan eingestellt. Die kleine Ryanair war stark defizitär, so dass sich O’Leary nach Möglichkeiten umschaute, um die Fluggesellschaften in die Gewinnzone zu bringen. O’Leary reduzierte die Kosten stark und eliminierte unter anderem die First Class an Bord der Flugzeuge. Doch diese Maßnahmen trugen nicht zur Besserung bei. Die staatliche Aer Lingus drückte ihre Preise stets auf das Niveau von Ryanair herunter. O’Leary empfahl Ryan, „die verdammte Fluggesellschaft zu schließen“.
1989 sprach Tony Ryan beim irischen Verkehrsminister Séamus Brennan vor und berichtete von der finanziellen Lage der Ryanair. Brennan versprach, die Fluggesellschaft zu retten, und regulierte die Flüge auf der Route zwischen Irland und London. Dabei erhielt Aer Lingus die Rechte für die Flughäfen Gatwick und Heathrow, Ryanair hingegen für die kostengünstigeren und wenig ausgelasteten Flughäfen Luton und Stansted. Damit war die Fluggesellschaft vorerst gerettet.
1992 reiste O’Leary nach Dallas, um das Modell der amerikanischen Billigfluggesellschaft Southwest Airlines kennenzulernen. Dazu traf er sich zu Gesprächen mit dem Vorsitzenden der Southwest, Herb Kelleher. O’Leary fing daraufhin an, das Modell von Southwest auf die Ryanair zu übertragen. Dazu gehörte unter anderem die Umstellung der Flotte auf einen einzigen Flugzeugtyp und kurze Bodenzeiten von 25 Minuten. Im Laufe der Jahre entwickelte Ryanair weitere Konzepte, um Kosten einzusparen. Dazu gehörte der Anflug von kostengünstigeren, abgelegenen Flughäfen. O’Leary spielte die Flughäfen gegeneinander aus, um Ermäßigungen und Subventionen zu erhalten. 1993 zog sich Tony Ryan zurück und beschränkte sich auf beratende Funktionen. O’Leary wurde sein Nachfolger als Vorsitzender der Fluggesellschaft. Unter seiner Führung wurde Ryanair zur größten Billigfluggesellschaft Europas.
Michael O’Leary war stets bemüht, seine Fluggesellschaft in den Medien präsent zu halten. Aufsehen erregten von O’Leary initiierte provokante Werbekampagnen sowie seine eigenen öffentliche Auftritte. Unter anderem fuhr O’Leary 2003 mit einem Panzer aus dem Zweiten Weltkrieg vor den Hauptsitz des Konkurrenten easyJet und behauptete, das Volk von Easyjets hohen Preisen befreien zu wollen. 2004 ließ er sich für den offiziellen Jahresbericht der Fluggesellschaft in einem Putzfrauenkostüm ablichten. Im selben Jahr ließ er seinen Mercedes S 500 als Taxi registrieren, um in Dublin die Busspur benutzen zu dürfen. 2005 demonstrierte O’Leary für Meinungsfreiheit in der Düsseldorfer Innenstadt.
2015 nahm er an der 63. Bilderberg-Konferenz in Telfs-Buchen in Österreich teil.
Im September 2023 erschien O’Leary vor dem Gebäude der Europäischen Kommission, um in einer Einzelprotestaktion einer Pappfigur von Ursula von der Leyen eine Petition gegen Fluglotsenstreiks, die von 1,5 Millionen Menschen unterzeichnet wurde, zu überreichen. Während der Aktion bewarfen ihn Klimaschutzaktivistinnen mit einer Torte. Er selbst setze die Aktion fort und bewertete die Torte als wohlschmeckend.

## Privates
O’Leary ist stets in Freizeithemden und selten im Anzug zu sehen. Seine Auftritte wurden teilweise als arrogant bezeichnet.
Er ist verheiratet und lebt auf seinem Anwesen „Gigginstown House“ bei Mullingar (Irland).

## Auszeichnungen
- O’Leary erhielt 2001 vom amerikanischen „Fortune Magazine“ die Auszeichnung „Geschäftsmann des Jahres“ und wurde 2003 von „Business Weekly“ zu den besten Managern des Jahres gezählt.

## Vermögen
Das Forbes-Magazin schätzte O’Learys Vermögen im Jahr 2018 auf 1,1 Milliarden US-Dollar, womit er Platz 1999 der reichsten Menschen der Welt belegte. 2021 ist er nicht bei Forbes gelistet.